# 衢宁铁路
衢宁铁路是从中国浙江省衢州市至福建省宁德市的铁路线，北接沪昆铁路、九景衢铁路，中连衢丽铁路、浦梅铁路，南接温福铁路。
线路起于衢州站，途经遂昌、松阳、龙泉、庆元、松溪、政和、建瓯、屏南、周宁，终于宁德站，全长361.54公里，单线，预留双线条件，速度目标值120 km/h（部分区段160 km/h），电力牵引，是以货运为主，兼顾客运的区域性铁路。

## 历史
线路于2014年12月开工建设先期工程，2015年10月全线开工；铺轨工作于2019年9月开始，2020年5月结束。
线路于2020年8月初完成工程静态验收，并开始接触网冷热滑实验及试运行，9月27日开通运营。
2021年6月29日起，衢宁铁路浙江段遂昌、松阳、龙泉市、庆元4站开办货运业务。